# Carnet de Usuario Profesional de Nivel Fumigador de Productos Fitosanitarios
El Carnet de Usuario Profesional de Nivel Fumigador de Productos Fitosanitarios es una licencia de ámbito europeo expedida para la manipulación, uso y aplicación de determinados tipos de productos fitosanitarios (Gases) dada su peligrosidad tóxica o mortal. 
Está vigente desde septiembre de 2012 y en España, es expedido a través de los Departamentos de Agricultura y Ganadería de cada Comunidad autónoma.

## Capacitación
Esta cualificación está destinada para aplicadores que realicen tratamientos con productos fitosanitarios que sean gases clasificados como tóxicos, muy tóxicos, o mortales, o que generen gases de esta naturaleza.

## Requisitos previos
Para obtener el carné de fumigador será condición necesaria haber adquirido previamente la capacitación correspondiente a los niveles básico o cualificado.

## Plan de estudios
Para la obtención del Carnet de Usuario Profesional de Nivel Fumigador de Productos Fitosanitarios es necesario la superación de un curso de formación específico de 25 horas, cuyo contenido es el siguiente:

1. Problemáticas fitosanitarias:

a. De los suelos agrícolas.
b. De los productos vegetales almacenados.
c. De los locales e instalaciones agrícolas.
d. De los medios de transporte y utillaje agrícola.
e. De las plantas vivas y material vegetativo.
f. De los cultivos en ambiente confinado.
2. Propiedades, modos y espectro de acción de los fumigantes.
3. Transporte, almacenamiento y manipulación de fumigantes.
4. Factores a considerar en la aplicación de los distintos fumigantes.
5. Técnicas y equipos de fumigación.
6. Mantenimiento, regulación, calibración, revisión e inspección de los equipos.
7. Peligrosidad y riesgos específicos para la salud. Primeros auxilios.
8. Detectores de gases, máscaras, filtros y otros elementos de seguridad.
9. Mantenimiento de los elementos y equipos de seguridad.
10. Principios de la trazabilidad. Requisitos en materia de higiene de los alimentos y de los piensos.
11. Seguridad social agraria.
12. Buena práctica fitosanitaria.
13. Interpretación del etiquetado y de las fichas de seguridad.
14. Planificación de las fumigaciones: Aspectos a considerar.
15. Preparación y señalización de las mercancías, recintos y zonas a fumigar.
16. Legislación específica sobre fumigantes y su aplicación. Métodos para identificar los productos fitosanitarios ilegales y riesgos asociados a su uso.
17. Prácticas de fumigación.

18. Ejercicios de desarrollo de casos prácticos.
Anexo IV del R.D. 1311/2012